# Lucilia meigenii
Lucilia meigenii este o specie de muște din genul Lucilia, familia Calliphoridae, descrisă de Ignaz Rudolph Schiner în anul 1861. Conform Catalogue of Life specia Lucilia meigenii nu are subspecii cunoscute.